# Lalah Hathaway
Lalah Hathaway, född Eulaulah Hathaway december 1968 i Chicago, Illinois, är en amerikansk soulsångerska.
Hon albumdebuterade 1990 med det självbetitlade albumet Lalah Hathaway från vilket spåret "Heaven Knows" nådde plats 5 på Billboards R&B-lista. Sedan dess har hon (2007) släppt två soloalbum, A Moment (1994) och Outrun the Sky (2004). Hon har även medverkat på ett flertal andra artisters verk, till exempel Mary J. Blige (albumet Mary 1999) och Take 6 samt på diverse samlingsskivor som sångerska och även låtskrivare.
Lalah Hathaway är dotter till Donny Hathaway som även han under sin livstid var en framgångsrik soulsångare och musiker.

## Diskografi
- 1990 – Lalah Hathaway
- 1994 – A Moment
- 2004 – Outrun the Sky